# Bol'šoj Lug
Bol'šoj Lug (in russo Большой Луг?) è un insediamento di tipo urbano della Russia, situato nell'Oblast' di Irkutsk.